# Macrocheilus sinuatilabris
Macrocheilus sinuatilabris is een keversoort uit de familie van de loopkevers (Carabidae). De wetenschappelijke naam van de soort is voor het eerst geldig gepubliceerd in 2010 door Zhao & Tian.